# مريم زيمان
مريم زيمان (1959 -)، ممثلة بحرينية.

## عن حياتها
حاصلة على شهادة من «المعهد العالي للفنون المسرحية» في الكويت. بدأت عملها الفني في عام 1973 وشاركت في أدوار صغيرة واستطاعت أن تأخذ أدوار أكبر بعض الشيء، وهي عضوة في «نادي البحرين للسينما» وعضوة في «جمعية اوال النسائية». ومن الاعضاء المؤسسين ل«مسرح الصواري»، ومن الاعضاء المؤسسين ل«فرقة اجراس الموسيقية» بالتعاون مع شقيقها الفنان سلمان زيمان .

## أعمالها

### في التلفزيون
- عروة وعفراء - سهرة تلفزيونية.
- حمامة نودي نودي - سهرة تلفزيونية.
- علياء وابا زيد - سهرة تلفزيونية.
- أم ناصر - سهرة تلفزيونية.
- غانم ومريم - سهرة تلفزيونية.
- ربيع لكل ألف - سهرة تلفزيونية.
- حياتنا.
- ثلاثة حالات.
- ربيع لكل الفصول.
- وعادت الابتسامة.
- الفرسان الثلاثة.
- بث غير مباشر.
- فتاة آخرى.
- فرجان لول.
- أولاد بوجاسم.
- بيت المغتني.
- حزاوي الدار.
- ملفي الأياويد.
- بحر الحكايات.
- بو قلبين.
- سعدون.
- أيواب.
- نيران.
- ملاذ الطير.
- دار الزين.
- بيت المغتني.

### أعمال السينما
- الحاجز.
- حكايات بحرينية.
- حنين.

### البرامج
- بث غير مباشر.
- كاتب ومسرحية.
- إيقاعات.

## التكريم والجوائز
- جائزة أفضل ممثلة عن فيلم (ماي ورد) بالمهرجان السينمائي الخليجي 2024.[2]

## روابط خارجية
- مريم زيمان على موقع IMDb (الإنجليزية)
- مريم زيمان على موقع قاعدة بيانات الأفلام العربية
- مريم زيمان على موقع قاعدة بيانات الفيلم (الإنجليزية)